# Хордати
Хордати (лат. Chordata) су тип деутеростомних животиња. За најтипичније савремене представнике узимају се кичмењаци. Они поседују нотохорду, шупљу дорзалну нервну цев, фарингеалне тонзиле, ендостил, и постанални реп, током бар неког периода њиховог животног циклуса. Хордати су билатерално симетрични целомати са метамерном сегментацијом и циркулаторним системом. У случају кичмењачких хордата, нотохорд је обично замењен кичменим стубом током развића.
Таксономиски гледано, овај раздео обухвата следеће подразделе: , у који се убрајају рибе, водоземци, рептили, птице, и сисари; плашташе, који обухватају салпе и Ascidiacea; и , која обухвата . Постоје и изумрли таксони као што је Vetulicolia. Кичмењаци се понекад сматрају подгрупом кладе Craniata, која се састоји од хордата са лобањом; Craniata и Tunicata сачињавају кладу Olfactores.
Од више од 65.000 постојећих врста хордата, око половине су коштане рибе надкласе Osteichthyes. Највеће и најбрже животиње на свету, плави кит и сиви соко респективно, су хордати, као што су и људи. Фосили хордата датирају још из раздобља ране камбријумске експлозије.

## Преглед афинитета
Покушаји да се утврде еволуциони односи хордата су произвели неколико хипотеза. Садашњи консензус је да су хордати монофилетички, што значи да раздео Chordata обухвата све и само потомке јединственог заједничког претка, који је и сам хордат, и да су кранијатима најближи сродници туникати.
Најранији хордатни фосили су нађени међу Ченгђаншком фауном раног камбријума, и обухватају све врсте које се сматрају рибама, што подразумева да су кичмењаци. Пошто су фосилни записи раних хордата сиромашни, једино молекуларна филогенија нуди разумни проспект датирања њихове појаве. Међутим, употреба молекуларне филогеније за датирање еволуционарних транзиција је контроверзна тема.
Показало се да је тешко произвести детаљну класификација постојећих хордата. Покушаји да се формира еволуционо „стабло фамилије” су показали да су многе традиционалне класе парафилетичке. Мада је то било добро познато још од 19. века, инсистирање на монофилетичким таксонима је резултирало у стању флукса класификације кичмењака.

### Порекло имена
Назив Chordata се приписује Вилијаму Бејтсону (1885), мада је тај назив већ био у превалентној употреби до 1880. Ернст Хекел је описао таксон који се састоји од туниката, цефалохордата, и кичмењака 1866. године. Мада је он користио немачку вернакуларну форму, то је дозвољено под ICZN кодом због његове накнадне латинизације.

## Дефиниција
Хордати формирају раздео животиња које су дефинисане тиме што имају у неком стадијум свог живота сва од следећих својстава:
- Нотохорда, веома крута штапићаста структура од хрскавичавог ткива која се пружа дуж унутрашњости тела. Унутар кичмењачке подгрупе хордата нотохорда се развила у кичму, и код потпуно акватичних врста она помаже животињи да плива савијањем свог репа.
- Дорзална нервна цев. Код риба и других кичмењака, она се развија у кичмену мождину, главну комуникациону трасу нервног система.
- Фарингеални тонзили. Ждрело је део грла непосредно иза уста. Код риба, отвори су модификовани да формирају шкрге, док су код неких других хордата они део система за филтерско храњење којим се екстрахују честице хране из воде у којој живе животиње.
- Постанални реп. Мишићни реп, који се протеже уназад иза ануса.
- Ендостил. То је жлеб на трбушном зиду ждрела. Код врста које се хране филтрирањем он производи слуз ради прикупљања честице хране, што помаже у транспортовању хране до једњака.[5] У њему се такође чува јод, и могуће је да је то прекурзор кичмењачке штитне жлезде.[4]

Постоје мека ограничења која одвајају хордате од појединих других биолошких линија, али још увек нису постала део формалне дефиниције:
- Сви хордати су деутеростомије. То значи да се током ембрионског стадијума развића, анус формира пре уста.
- Сви хордати су базирани на билатералном телесном плану.[6]
- Сви хордати су целомати, и имају телесну шупљину напуњену флуидом званим целом, при чему се целокупна облога назива трбушна марамица. Она је изведена из мезодерма.[7]

Још увек су у току диференцијална истраживања (базирана на ДНК секвенцама) којима се врше покушаји издвајања најједноставнијих форми хордата. Постоје родови код којих је вероватно 90% врста изгубило кичму или нотохорду током времена, што компликује класификацију хордата. Неки хордатни родови се могу одредити једино путем ДНК анализе, кад не постоје физички трагови хордатних структура.

## Порекло
Већина животиња које су комплексније од медуза и других жарњака је подељена у две групе, протостомије и деутеростомије, касније од којих обухватају хордате. Изгледа врло вероватно да је 555 милиона година стар род Kimberella био члан протостомија. Ако је то тачно, онда су се протостомије и деутеростомије поделиле пре времена појаве Kimberella — бар пре 558 милиона година, и стога дуго пре почетка камбријума пре 538,8 милиона година. Едијакаријумски фосил Ernietta,Haikouichthys од пре око 549 до 543 милиона година, вероватно представља деутеростомну животињу.
Фосили једне од главних деутеростомних група, бодљокожаца (чији модерни чланови обухватају морске звезде, морске јежеве и морске кринове), се веома често јављају од почетка камбријума, током задњих 542 милиона година. Фосил Rhabdotubus johanssoni из средине камбријума је био интерпретиран као птеробранхијски хемихордат. Постоје различити ставови о томе да ли је фосил из Ченгђаншке фауне Yunnanozoon, из раног камбријума, био хемихордат или хордат. Још један фосил, Haikouella lanceolata, такође из Ченгђаншке фауне, је интерпретиран као хордат, а претпоставља се и да је кранијат, пошто он показује знакове срца, артерија, филамената шкрга, репа, неуронског стуба са мозгом на предњем крају, и вероватно очију — мада је исто тако имао кратке пипке око својих уста. Haikouichthys и Myllokunmingia, такође из Ченгђаншке фауне, се сматрају рибама. Pikaia, откривена знатно раније (1911) у Бургеским шкриљцима је из средине камбријана (пре 505 Ма), исто тако се сматра примитивним хордатом. За разлику од тога, фосили раних хордата су веома ретки, пошто бескичмењачни хордати нису имали кости или зубе, и само један је нађен за остатак камбријума.
|  |  |
|  |  |
|  |  |
|  |  |

|  |                                     |
|  |                                     |
|  | \| \| \| \| \| \| \| \| \| \| \| \| |
|  |                                     |
|  |                                     |
|  |                                     |
|  |                                     |
|  |                                     |

|  |  |
|  |  |
|  |  |
|  |  |

|  |  |
|  |  |
|  |  |
|  |  |

|  |                                     |
|  |                                     |
|  | \| \| \| \| \| \| \| \| \| \| \| \| |
|  |                                     |
|  |                                     |
|  |                                     |
|  |                                     |
|  |                                     |

|  |  |
|  |  |
|  |  |
|  |  |

|  |  |
|  |  |
|  |  |
|  |  |

|  |                                     |
|  |                                     |
|  | \| \| \| \| \| \| \| \| \| \| \| \| |
|  |                                     |
|  |                                     |
|  |                                     |
|  |                                     |
|  |                                     |

|  |  |
|  |  |
|  |  |
|  |  |

|  |  |
|  |  |
|  |  |
|  |  |

|  |                                     |
|  |                                     |
|  | \| \| \| \| \| \| \| \| \| \| \| \| |
|  |                                     |
|  |                                     |
|  |                                     |
|  |                                     |
|  |                                     |

|  |  |
|  |  |
|  |  |
|  |  |

Еволуциони односи међу хордатним групама и међу хордатима у целини и њиховим најближим рођацима деутеростомама дебатовани су још од 1890. године. Студије базиране на анатомским, ембриолошким, и палеонтолошким подацима су произвеле различита „породична стабла”. Нека блиско повезују хордате и хемихордате, мада је та идеја у данашње време одбачена. Комбиновањем таквих анализа са подацима од малог сета рибозомских РНК гена елиминисане су неке од ранијих идеја, али је отворена могућност да су туникати (урохордати) „базалне деутеростомије”, преживели чланови групе из које су бодљокошци, хемихордати и хордати еволуирали. Неки истраживачи сматрају да су унутар хордата кранијати најближе сродни са цефалохордатима, мада исто тако постоје разлози да се туникати (урохордати) сматрају најближим сродницима кранијата.
Пошто су рани хордати оставили мали траг у фосилном запису, учињени су покушаји да се прорачунају кључни датуми у њиховој еволуцији путем техника молекуларне филогеније — анализом биохемијских разлика, углавном у РНК. Једна таква студија сугерише да су деутеростомије настале пре око 900 милиона година, а најранији хордати пре око 896 милиона година. Међутим, молекуларне процене времена настанка се често међусобно разликују и нису у сагласности са фосилним записима. Исто тако основна претпоставка тих метода да молекуларни сат иде константном брзином је оспоравана.

## Опште одлике хордата
Међу животињама једино хордати имају хорду (осовински скелетни орган), нервну цев, бочно постављене и симетрично распоређене кесате творевине на боковима ждрелног дела црева и мишићави репни регион тела иза аналног отвора. Ове одлике се формирају током ембрионског развића свих хордата, али код неких група не постоје код младих и полно зрелих јединки.
Хордати имају низ заједничких одлика са неким групама бескичмењака, као што су стадијум трослојне гаструле (ектодерм, ендодерм и мезодерм) у току ембрионског развића, целомска дупља, билатерална симетрија; скелет са унутрашњим положајем који настаје највећим делом од мезодерма; сегментна организација неких делова тела.

## Класификација хордата
Тип хордата обухвата три подтипа:
1. копљаши (Cephalochordata) — Копљаши су малобројна група која у веома јасном облику показује све карактеристике хордата. Код њих се хорда пружа скоро читавом дужином тела. Припадници прве две групе живе искључиво у морима и храну прибављају филтрацијом. Храна микроскопске величине долази у ждрело струјом воде покретане радом трепљи; вода се филтрира кроз многобројне бочне прорезе зида ждрела, а честице хране се упућују у други део црева. Њима припада амфиоксус чија грађа представља основну шему за разумевање грађе кичмењака;
2. плашташи (морске штрцаљке, туникати) (Tunicata, Urochordata) — код којих је дошло до упрошћавања грађе услед сесилног начина живота. Плашташи имају плашт који обавија тело и хорду у репном региону. Многе хордатске карактеристике код највећег броја представника постоје само у ларвеним ступњевима развића.
3. кичмењаци (Vertebrata)

Филогенетска класификација типа би, према савременим схватањима, изгледала овако:
- Urochordata (плашташи)
- Cephalochordata (амфиоксуси)
- Craniata (животиње са лобањом)
  - Myxini, или Hyperotreti (змијуљице)
  - Vertebrata (кичмењаци)
    - Cephalaspidomorphi (вијуни)
    - Gnathostomata (кичмењаци са вилицама)
      - Chondrichthyes (рушљорибе)
      - Teleostomi (кошљорибе, ~ Osteichthyes)
        - Actinopterygii (зракоперке)
        - Sarcopterygii (саркоптеригије)
          - Actinistia (шакоперке)
          - Dipnoi (дводихалице, плућашице)

      - Tetrapoda (четвороноги, или копнени, кичмењаци)
        - Amphibia (водоземци)
        - Amniota (амниоте, гмизавци у ширем смислу)
          - Synapsida (едапосаурус)
            - Mammalia (сисари)

          - Anapsida
            - Testudines (корњаче)

          - Diapsida
            - Sauropsida (гмизавци са диапсидном лобањом)
              - Lepidosauria (гуштери, змије, туатара)

            - Archosauria
              - Crocodilia (крокодили)
              - Dinosauria (диносауруси)
                - Aves (птице)